# Hohe Tauern
El Hohe Tauern o Alt Tauern (en italià: Alti Tauri) és una serralada de muntanyes de la cadena principal dels Alps del centre-est, compren els alts cims a l'est del Pas de Brenner. La carena forma el límit sud dels estats d'Àustria de Salzburg amb Caríntia i Tirol Oriental, una petita part pertany a la província italiana de Tirol Sud. Aquesta serralada inclou el cim més alt d'Àustria, el Grossglockner amb 3.798 m. La serralada té 130 km de llargada i uns 50 km d'amplada. Geològicament és originada en el Paleozoic i està formada per gneis i esquist
Per l'etimologia del nom, vegeu Tauern.

## Parc Nacional de Hohe Tauern

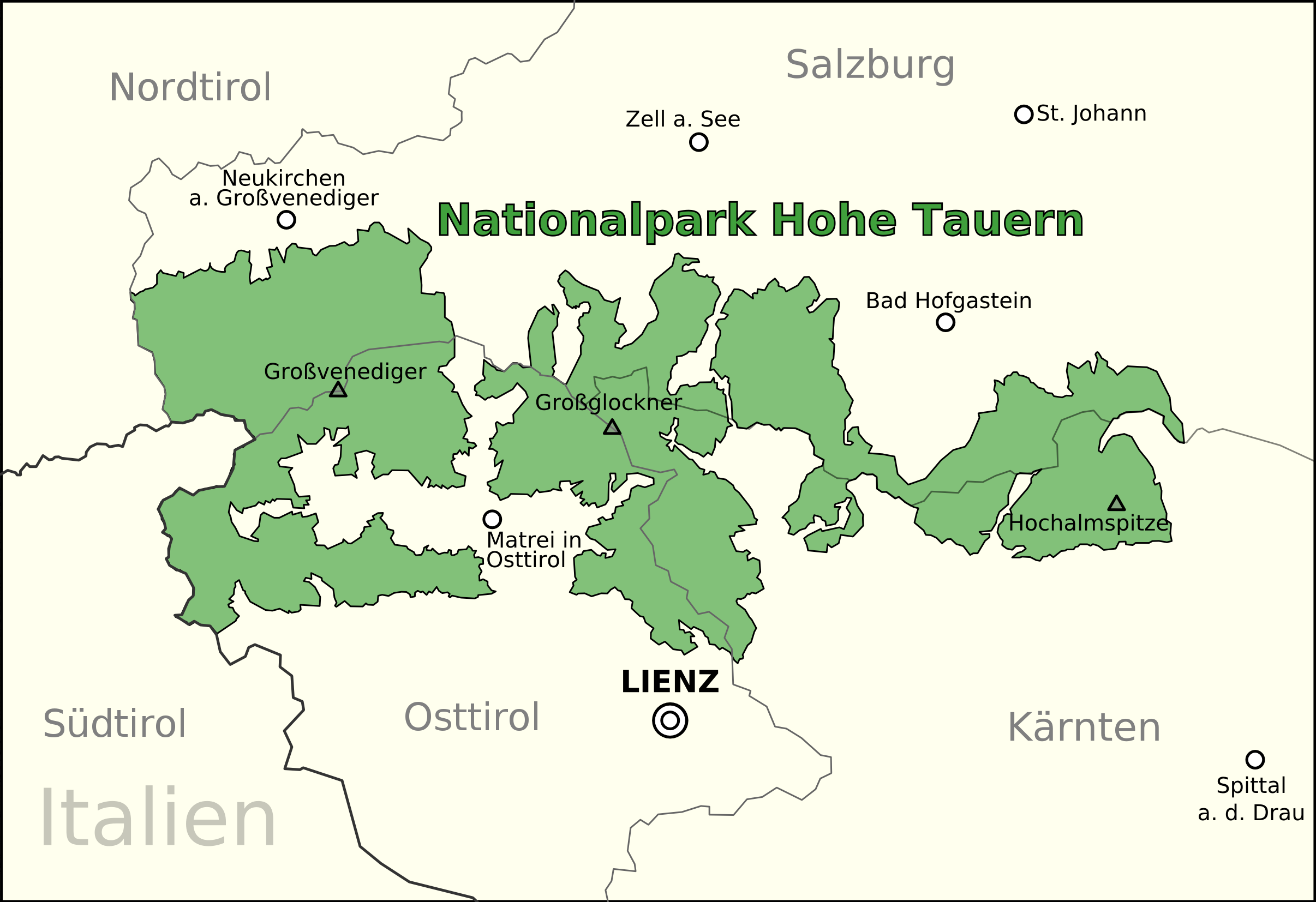
Zona del Parc Nacional

El Parc Nacional de Hohe Tauern (Nationalpark Hohe Tauern) té una superfície de 1.834 km² i és el més gran dels 7 Parcs Nacionals d'Àustria i també la reserva de la natura més extensa als Alps. En el seu nucli que inclou els massissos de Grossglockner i de Grossvenediger, està completament prohibit l'ús agrícola. ElParc Nacional inclou la Glacera Pasterze i les cascades Krimml. Presenta l'arbust Rhododendron ferrugineum i l'endemisme saxifraga rudolphiana
Aquest parc es va fundar l'any 1971

## Pics

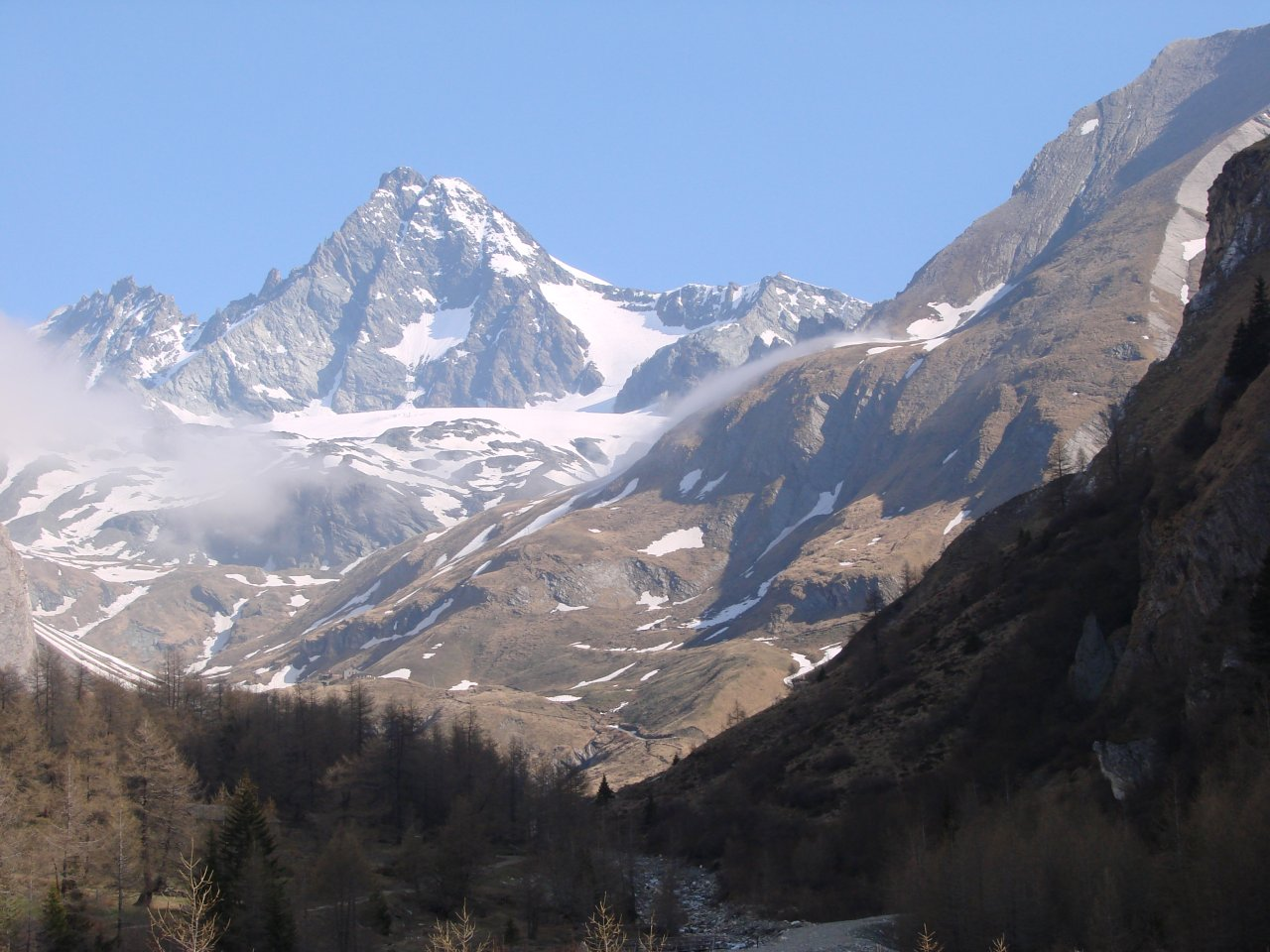
Großglockner des del sud

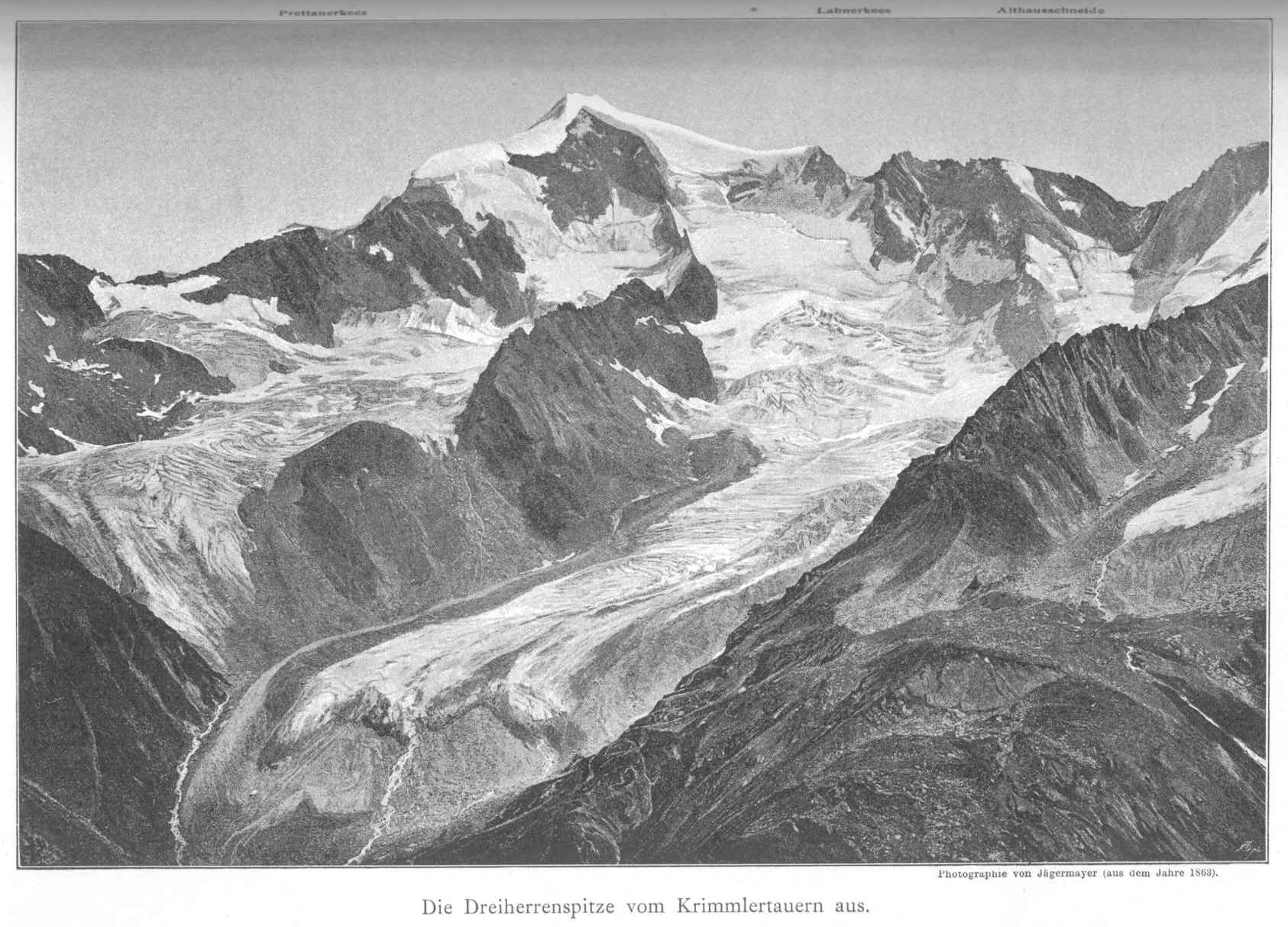
Dreiherrnspitze des de l'oest, l'any 1890

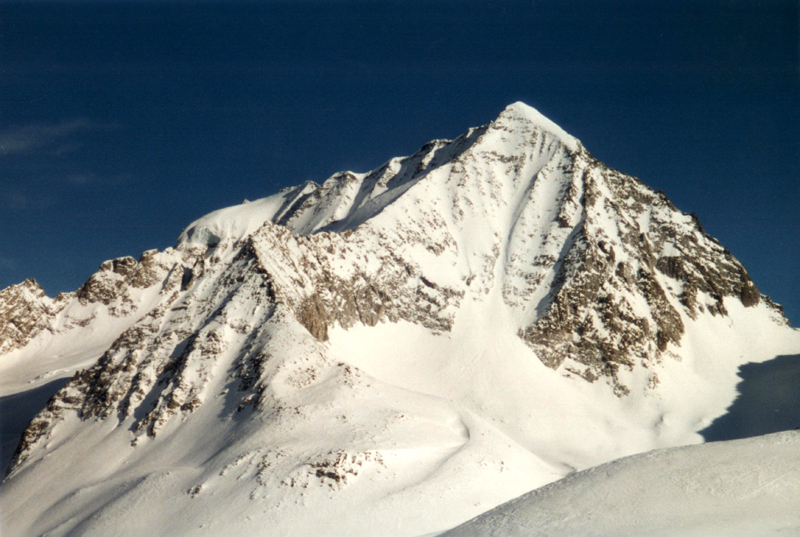
Hochgall des de l'oest

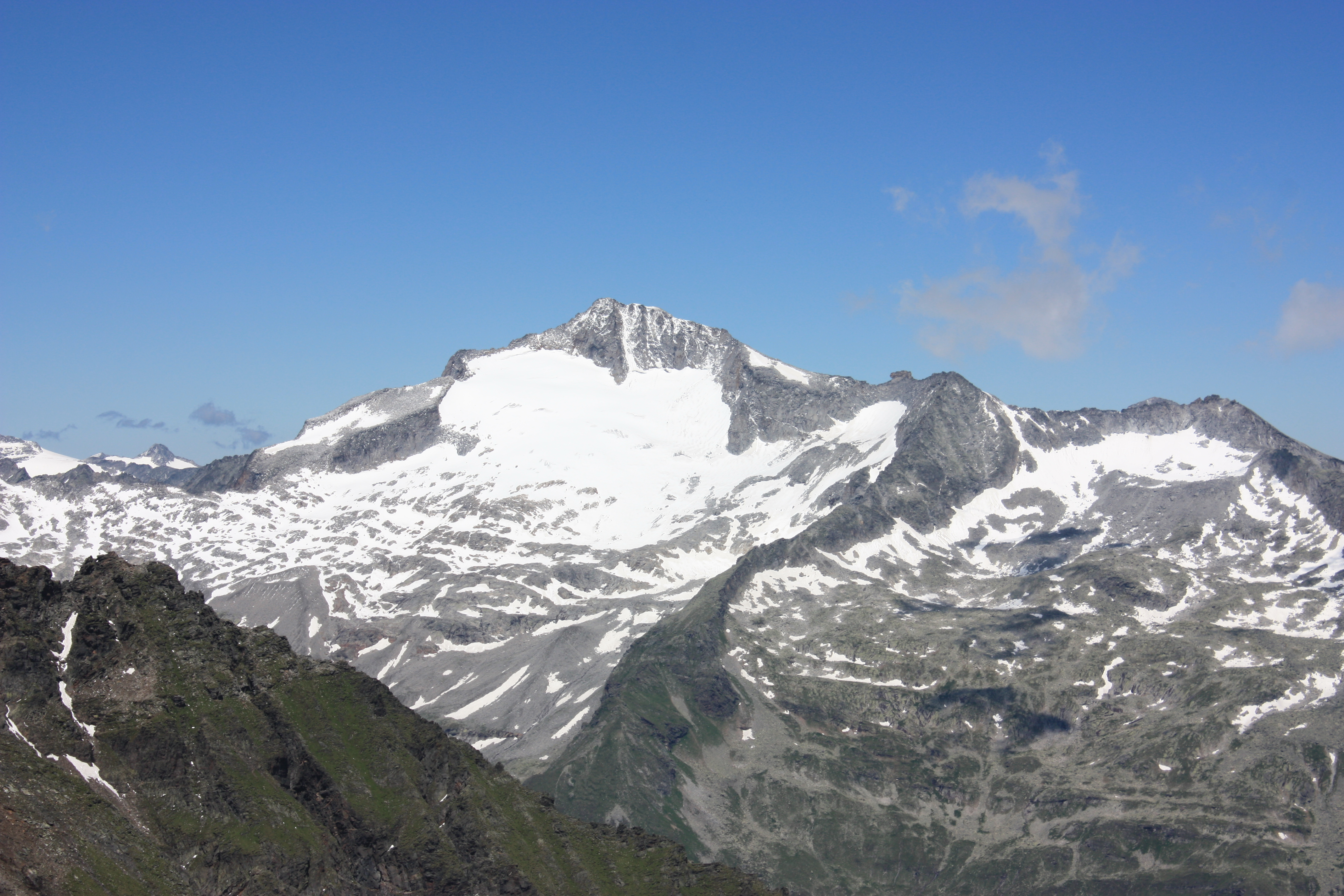
Hochalmspitze des del sud

Els principals pics del Hohe Tauern són:
| Pic                 | Grup         | Altitud (m/ft) | Altitud (m/ft) | Prominència (m/ft) | Prominència (m/ft) |
| ------------------- | ------------ | -------------- | -------------- | ------------------ | ------------------ |
| Großglockner        | Glockner     | 3798           | 12,461         | 2423               | 7,949              |
| Großvenediger       | Venediger    | 3666           | 12,028         | 1199               | 3,934              |
| Großes Wiesbachhorn | Glockner     | 3564           | 11,693         | 477                | 1,565              |
| Dreiherrnspitze     | Venediger    | 3499           | 11,480         | 591                | 1,939              |
| Rötspitze           | Venediger    | 3496           | 11,470         | 653                | 2,142              |
| Johannisberg        | Glockner     | 3453           | 11,329         | 277                | 909                |
| Hochgall            | Rieserferner | 3436           | 11,273         | 1148               | 3,766              |
| Hoher Eichham       | Venediger    | 3371           | 11,060         | 325                | 1,066              |
| Hoher Tenn          | Glockner     | 3368           | 11,050         | 335                | 1,099              |
| Malhamspitze        | Venediger    | 3368           | 11,050         | 319                | 1,047              |
| Hochalmspitze       | Ankogel      | 3360           | 11,024         | 942                | 3,091              |
| Großer Geiger       | Venediger    | 3360           | 11,024         | 293                | 961                |
| Schneebiger Nock    | Rieserferner | 3358           | 11,017         | 542                | 1,778              |
| Fuscherkarkopf      | Glockner     | 3331           | 10,928         | 489                | 1,604              |
| Keeskogel           | Venediger    | 3291           | 10,797         | 373                | 1,224              |
| Schlieferspitze     | Venediger    | 3290           | 10,794         | 513                | 1,683              |
| Petzeck             | Schober      | 3283           | 10,771         | 802                | 2,631              |
| Roter Knopf         | Schober      | 3281           | 10,764         | 556                | 1,824              |
| Ankogel             | Ankogel      | 3264           | 10,709         | 570                | 1,870              |
| Hocharn             | Goldberg     | 3254           | 10,676         | 678                | 2,224              |
| Grosser Hornkopf    | Schober      | 3251           | 10,666         | 456                | 1,496              |
| Hohe Fürlegg        | Venediger    | 3243           | 10,640         | 385                | 1,263              |
| Hochschober         | Schober      | 3242           | 10,636         | 438                | 1,437              |
| Grosser Muntanitz   | Granatspitz  | 3232           | 10,604         | 717                | 2,352              |
| Hocheiser           | Glockner     | 3206           | 10,518         | 577                | 1,893              |
| Glödis              | Schober      | 3206           | 10,518         | 370                | 1,214              |
| Kitzsteinhorn       | Glockner     | 3204           | 10,512         | 439                | 1,440              |
| Durreck             | Venediger    | 3135           | 10,285         | 626                | 2,054              |
| Hoher Sonnblick     | Goldberg     | 3106           | 10,196         | 271                | 889                |
| Lasörling           | Venediger    | 3098           | 10,164         | 490                | 1,608              |
| Großer Hafner       | Hafner       | 3068           | 10,066         | 868                | 2,848              |
| Hoher Prijakt       | Schober      | 3064           | 10,052         | 470                | 1,542              |
| Weisse Spitze       | Villgraten   | 2963           | 9,721          | 920                | 3,018              |
| Mölltaler Polinik   | Kreuzeck     | 2784           | 9,134          | 1580               | 5,184              |